# Remlingen (Bassa Sassonia)
Remlingen è una frazione del comune tedesco di Remlingen-Semmenstedt situato nel land della Bassa Sassonia.
Già comune autonomo il 1º novembre del 2016 è stato unito al comune di Semmenstedt per costituire il comune di Remlingen-Semmenstedt.

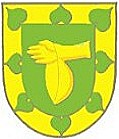
Groß Biewende
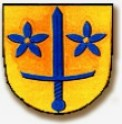
Klein Biewende